# Mi tierra veracruzana
«Mi tierra veracruzana» es una canción de la cantautora mexicana Natalia Lafourcade incluida en el álbum Musas (un homenaje al folclore latinoamericano en manos de Los Macorinos, vol. 1).  Su autora ha declarado que se trata únicamente de un pequeño «coqueteo» con el son jarocho.

## Información de la canción

### Contexto

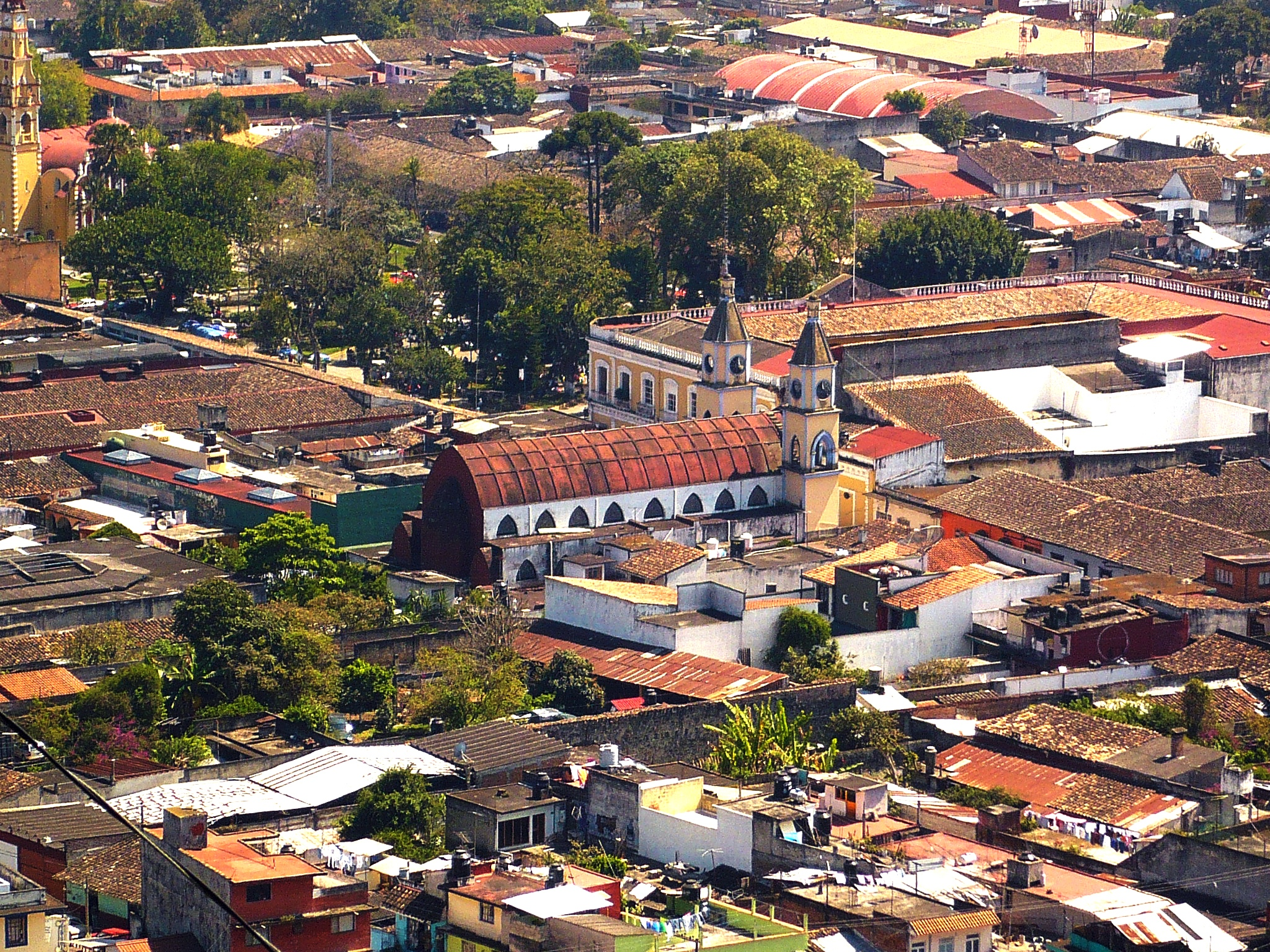
Ciudad de Coatepec

Natalia Lafourcade nació en la Ciudad de México en 1984. A los dos años de edad se trasladó junto a su madre a la ciudad de Coatepec en el estado mexicano de Veracruz. Pasó allí gran parte de su infancia. Ya en la adultez Lafourcade decidió construir su casa de descanso en la misma ciudad que la crio.

#### Composición
La canción habla sobre costumbres del estado de Veracruz. Se utilizan expresiones propias del español costeño o jarocho —variante del español mexicano—. Asimismo se hace referencia al esquema rítmico «café con pan» del Son Jarocho que es utilizado para la enseñanza del zapateado. Al final de la canción se canta «La bamba»; una de las canciones veracruzanas y mexicanas más reconocidas en el ámbito internacional.

### Publicación de la canción
La canción fue publicada en 5 de mayo de 2017 en conjunto con el álbum Musas (un homenaje al folclore latinoamericano en manos de Los Macorinos, vol. 1).

#### Video musical
El video musical fue grabado en un rancho cercano a la ciudad de Xalapa-Enríquez. La pista de fondo fue grabada en conjunto con el video. Fue lanzado en conjunto con la publicación de álbum. 